# Terra Nova (navio)
O Terra Nova foi construído em 1884 para a frota de pesca de baleias e focas de Dundee, Escócia. Durante 10 anos teve as funções de navio de caça a focas no Mar do Labrador, demonstrando o seu valor por muitos anos antes de passar a ser um navio de exploração.

## Expedição Jackson-Harmsworth
O navio estava preparado para navegar nas regiões polares. O seu primeiro trabalho foi servir como navio de socorro Terra Nova na Expedição Jackson-Harmsworth de 1894–1897. Em 1898, foi comprado pela Bowring Brothers Limited tendo ao seu comando Nicholas Kennedy e, mais tarde, pelo Capitão Thomas Griffith Taylor

## Expedição Discovery

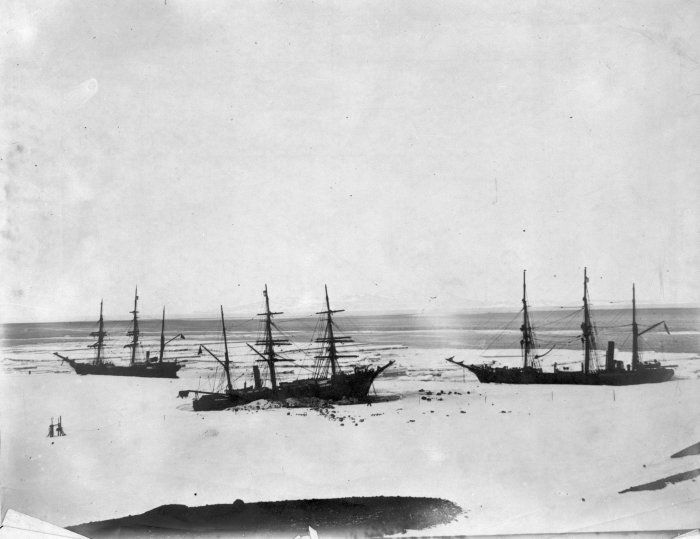
O Discovery e os dois navios de socorro Morning e Terra Nova fotografados na Antártica na Expedição Antártica Nacional Britânica.

Em 1903, navegou juntamente com o baleeiro Morning para uma operação de ajuda ao Discovery, da Expedição Discovery liderada por Robert Falcon Scott, que ficou preso no gelo no Estreito de McMurdo.

## Expedição Terra Nova

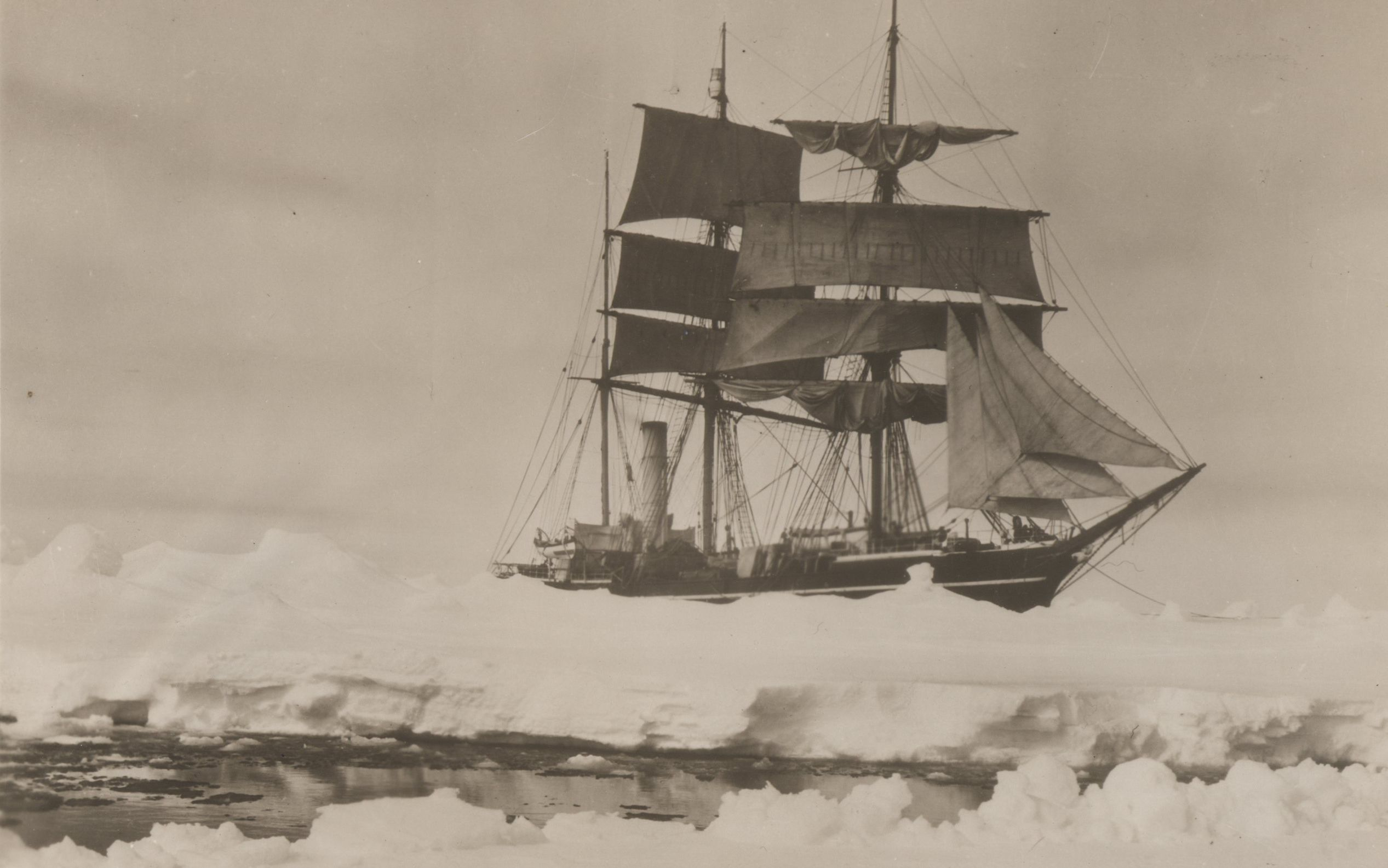
O Terra Nova fotografado em Dezembro de 1910 por Herbert Ponting.

Em 1909, foi adquirido aos Bowring Brothers para a Expedição Terra Nova, por 12  500 libras. A embarcação teve sua proa à popa reforçada com madeira de carvalho para o proteger dos blocos de gelo da Antárctida, largou de Cardiff em 15 de Junho de 1910 sob o comando do agora capitão Robert Falcon Scott, que o descreveu como "um navio maravilhoso para o gelo....Conforme ia esbarrando contra os blocos de gelo com choques grandiosos, esmagando-os e desfazendo-os de modo a encontrar um caminho entre eles, torcendo-se e virando-se para evitar outros, ele parecia algo vivo a lutar num grande combate.".

## Retorno ao Domínio de Terra Nova
Depois de regressar, em 1913, da trágica Expedição Terra Nova, onde Robert Falcon Scott e mais quatro companheiros morreram, o Terra Nova foi comprado pelos anteriores proprietários e retomou o seu trabalho inicial de pesca de focas no Domínio de Terra Nova. Estima-se que tenha pescado mais de 800 000. Em 1918, foi alugada pela Dominion Steel and Coal Corporation para transporte de carvão das minas de North Sydney para a Ilha de Bell. Também esteve presente na ajuda ao desastre do SS Florizel em Fevereiro de 1918.

## Naufrágio
Em 1942, foi alugada pela Newfoundland Base Contractors para transportar abastecimentos para as estações-base na Gronelândia. A 13 de Setembro de 1943 foi danificada pelo gelo e afundou no extremo sudoeste da Gronelândia; a tripulação foi salva por um cúter da Guarda Costeira dos Estados Unidos. A figura de proa do Terra Nova foi retirada em 1913 e enviada para o Museu Nacional do País de Gales. O seu sino está guardado no Instituto Scott de Pesquisa Polar, parte da Universidade de Cambridge. Foi oferecido ao Instituto em 20 de Outubro de 1952 por Lady Nicholson de Eden, que o tinha recebido do seu sobrinho EL Atkinson, o cirurgião da última expedição de Scott. O sino toca todos os dias úteis às 10h30 e às 16h00 quando todos os que trabalham no Instituto são convidados para um café de manhã e um chá à tarde, conforme a tradição Britânica. O seu toque segue as regras a bordo: cinco toques de manhã e oito toques à tarde.
A caixa da bússola do Terra Nova está exposta na Pierhead Suite do Edifício Pierhead, na Baía de Cardiff, a pouca distância do local de onde a tripulação de Scott partiu de Cardiff para a trágica viagem.